# Martina Chapanay
Pour les articles homonymes, voir Chapanay.
Martina Chapanay (province de San Juan, 1800-1887) est une guerrillera argentine. Elle s’illustra notamment, à la tête d’une troupe de brigands, dans les guerres intestines qui sévirent en Argentine tout au long d’une grande partie du XIXe siècle.
Entre autres exploits, elle s’offrit à venger la mort du caudillo Ángel Vicente Peñaloza, dit El Chacho. En raison de ce qu’elle avait coutume de partager avec les plus humbles les fruits de son brigandage, son tombeau est l'objet d’une dévotion populaire, et continue encore aujourd’hui d’attirer des centaines d’adorateurs dans le village de Mogna, en province de San Juan.

## Biographie
Elle naquit dans la province de San Juan — sans que l’on puisse préciser si ce fut dans les lagunas de Guanacache ou dans la vallée de Zonda — comme fille unique d’un cacique indigène huarpe, Ambrosio Chapanay, qui s’était réfugié dans l’actuel département de Lavalle, dans la province de Mendoza, et qui mourut sans autre descendance que sa fille Martina. Sa mère, Mercedes González, était une femme d’ascendance européenne originaire de la ville de San Juan. D’autres sources cependant affirment que son père était un indigène du Gran Chaco venu se réfugier parmi les Huarpes et que sa mère, originaire de San Juan, se nommait Teodora. Quoi qu’il en soit, sa mère aurait élevé sa fille avec dévouement, et la maison de Martina aurait même été transformée en école pour les enfants du lieu. Le patronyme Chapanay, issu du parler huarpe milcayac, est une altération de chapac nay, signifiant « zone marécageuse ».
À noter que, si la zone est devenue aujourd’hui un désert, au XIXe siècle les eaux des rivières Mendoza et Desaguadero y engendraient autrefois les dénommées lagunes de Guanacache. La construction d’un barrage près de la ville de Mendoza provoqua l’assèchement desdites lagunes, et à l’heure actuelle les Huarpes doivent puiser leur eau dans des puits très profonds, attendu que les eaux de surface sont contaminées d’eau salée. Les Huarpes tirent leur subsistance principalement de l’élevage de chèvres, de l’exploitation des algarrobos, arbre fruitier typique de la contrée, et de la vente des produits de leur artisanat sur le Marché artisanal (situé à côté de l’office de tourisme de la capitale provinciale).
Adolescente, Martina se distinguait par ses aptitudes de cavalière et de coutelière, par son adresse à faire galoper les chevaux dans les enclos et à attraper au lasso les génisses, par ses talents de chasseresse, et par sa grande agilité à la nage. De taille assez petite, elle était à la fois vigoureuse et leste. Elle avait des traits avenants, les cheveux noirs et lisses, et le teint basané. Ayant choisi la vie de gardienne de troupeau à cheval (montonera), elle se mit à se vêtir à la façon traditionnelle des gauchos — chiripá (pagne-culotte), poncho, vincha (foulard) et botas de potro (bottes faites de cuir de vache ou de cheval, potro = poulain).
Lorsque mourut sa mère, son père la confia à une habitante de la ville de San Juan, Clara Sánchez, qui entendait lui donner une éducation rigoureuse. Martina cependant réussit à s’échapper, en enfermant derrière elle la famille tout entière dans la maison. À compter de cet instant, Martina vécut avec les Huarpes et se mua bientôt en voleuse et brigande de grands chemins, partageant ce qu’elle dérobait avec les plus pauvres. Elle se mit en ménage avec le bandit Cruz Cuero, chef d’une bande qui infesta la contrée des années durant. Il se raconte qu’ils allèrent jusqu’à attaquer l’église Notre-Dame de Loreto, dans la province de Santiago del Estero. Sa liaison avec Cruz s’acheva en tragédie, lorsque Martina se fut enamouré d’un jeune étranger, que les bandits séquestrèrent ; Cruz frappa Martina et assassina le jeune homme par balle, mais Martina à son tour tua Cruz au moyen d’une lance, et devint la meneuse de la bande.
S’étant joints au caudillo Juan Facundo Quiroga, Martina et ses affidés luttèrent un temps aux côtés des caudillos fédéralistes et du Chacho Peñaloza, jusqu’à ce qu’elle eût bénéficié d’une mesure de grâce et se vît offrir un poste de sergent-major dans la police de San Juan. De ce corps militaire faisait partie également le commandant Pablo Irrazábal, l’assassin de Peñaloza. Martina le provoqua en duel, lequel cependant n’eut pas lieu, Irrazábal en effet, décomposé par la peur, ayant sollicité sa suspension de service.

## Postérité
En 1884, l’écrivain Pedro Echagüe publia La Chapanay, biographie romancée de la guerrillera. Hilario Cuadros, poète et chanteur originaire de Mendoza, composa une cueca intitulée La Martina Chapanay. Enfin, du chanteur rock argentin León Gieco parut en 2001, en collaboration avec l’historien et essayiste Hugo Chumbita, le CD Bandidos rurales, qui comprend un morceau de même titre où la figure de Martina Chapanay est évoquée.